# Карановац (Бања Лука)
Карановац је мјесна заједница на подручју града Бање Луке, јужно од насељеног мјеста Бање Луке. Чине га насељена мјеста Јагаре, Бастаси, а од 2006. и дио насељеног мјеста Рекавице. Смјештен је на обалама Врбаса, на мјесту гдје ова ријека излази из кањона „Тијесно“ и гдје се у њу улијева десна притока Швракава. Овуда пролази путеви Бања Лука — Јајце и Бања Лука — Кнежево.
У Карановцу постоји неколико значајних објеката као што су храм Српске православне цркве посвећен Покрову пресвете Богородице, фудбалски терен на којем своје утакмице игра ФК Карановац и рафтинг центар.
Према попису становништва 1991. у СФРЈ, ова мјесна заједница имала је 2.193 становника чија национална структура је била сљедећа:
- Срби (1.654)
- Муслимани (354)
- Хрвати (93)
- Југословени (60)
- остали (32)